# Marina Galic
Marina Galic (* 1977) ist eine deutsche Schauspielerin und Hörspielsprecherin.

## Leben
Die Eltern von Marina Galic stammen aus Kroatien und Bosnien. Galic kam im Alter von 15 Jahren zum ersten Mal näher mit dem Theater in Berührung, als sie Mitglied des Schülerclubs am Frankfurter Schauspielhaus wurde und in den Folgejahren in Produktionen des Schülerclubs sowie als Kleindarstellerin bei Inszenierungen auf der Großen Bühne mitwirkte. Nach dem Abitur studierte sie von 1994 bis 1998 Schauspiel an der Otto-Falckenberg-Schule in München. 1999 spielte sie  am Schauspielhaus Zürich und am Deutschen Theater Berlin, im selben Jahr ging sie eine mehrjährige Verpflichtung an der Schaubühne am Lehniner Platz ein. Es folgten ab 2002 Gastauftritte an weiteren bedeutenden Bühnen wie der Volksbühne am Rosa-Luxemburg-Platz, dem Schauspiel Frankfurt, dem Bochumer Schauspielhaus und dem Bayerischen Staatsschauspiel, wo sie von 2003 bis 2009 im Engagement stand. Seit 2009 ist das Hamburger Thalia Theater ihre künstlerische Heimat, gastweise war sie in der Spielzeit 2019/20 erneut am Bochumer Schauspielhaus zu sehen.
Gelegentlich wirkt Marina Galic auch vor der Kamera, umfangreicher ist ihre Tätigkeit als Hörspielsprecherin. Ihre Muttersprachen sind Deutsch und Kroatisch. Sie lebt mit ihrem Ehemann und Berufskollegen Jens Harzer und den gemeinsamen zwei Kindern in Hamburg.

## Theaterrollen (Auswahl)

### Schaubühne Berlin
- Ödön von Horváth: Die Unbekannte aus der Seine – Rolle: Clara – Regie: Barbara Frey
- Roland Schimmelpfennig: Vor langer Zeit im Mai – Rolle: Frau – Regie: Barbara Frey
- Lars Norén: Personenkreis 3.1 – verschiedene Rollen – Regie: Thomas Ostermeier

### Bayerisches Staatsschauspiel
- Gotthold Ephraim Lessing: Nathan der Weise – Rolle: Recha – Regie: Elmar Goerden
- Henrik Ibsen: Baumeister Solness – Rolle: Hilde Wrangel – Regie: Tina Lanik
- Bertolt Brecht: Im Dickicht der Städte – Rolle: Jane – Regie: Tina Lanik

### Thalia Theater
- Gotthold Ephraim Lessing: Minna von Barnhelm – Rolle: Gräfin Orsina – Regie: Marco Stormann
- William Shakespeare: Was ihr wollt – Rolle: Olivia – Regie: Jan Bosse
- Franz und Paul von Schönthan: Der Raub der Sabinerinnen – Rolle: Marianne Neumeister – Regie: Herbert Fritsch
- Maxim Gorki: Kinder der Sonne – Rolle: Melanija – Regie: Luk Perceval
- Anton Tschechow: Die Möwe – Rolle: Mascha – Regie: Leander Haußmann
- Henrik Ibsen: Peer Gynt – Rolle: Solveig – Regie: Jan Bosse
- Edmond Rostand: Cyrano de Bergerac – Rolle: Roxane – Regie: Leander Haußmann
- Arthur Miller: Tod eines Handlungsreisenden – Rolle: Linda Loman – Regie: Sebastian Nübling
- William Shakesrperare: Richard III. – Rolle: Elisabeth – Regie: Antú Romero Nunes
- Arthur Miller: Hexenjagd – Rolle: Elizabeth Proctor – Regie: Stefan Pucher
- Molière: Der Geizige – Rolle: Frosine – Regie: Leander Haußmann

### Weitere Bühnen
- Schauspielhaus Zürich: Ödön von Horváth: Glaube Liebe Hoffnung – Rolle: Elisabeth – Regie: Peter Palitzsch
- Volksbühne am Rosa-Luxemburg-Platz: Bertolt Brecht: Baal – Rolle: Mutter – Regie: Thomas Bischoff
- Schauspielhaus Bochum: Ödön von Horváth: Geschichten aus dem Wiener Wald – Rolle: Marianne – Regie: Karin Henkel
- Schauspielhaus Bochum: William Shakespeare: Macbeth – Rolle: Lady Macbeth, Banquo, Macduff u. a. – Regie: Johan Simons

## Filmografie
- 2006: Der Lebensversicherer
- 2016: Tatort – Es lebe der Tod
- 2017: Polizeiruf 110 – Nachtdienst
- 2018: Am Ende ist man tot
- 2021: Ruhe! Hier stirbt Lothar
- 2022: Echo
- 2022: Großstadtrevier – Die schlafende Unschuld
- 2023: SOKO Hamburg – Die letzte Beichte (Fernsehserie)
- 2024: Hallo Spencer – Der Film (Fernsehfilm)

## Hörspiele (Auswahl)
- 1995: Sigrid Lehrke: Hasenkatz – Regie: Leonhard Huber – BR
- 2001: Jon Fosse: Sommertag – Regie: Ulrike Brinkmann – Deutschlandradio
- 2002: Felix Jackson: Berlin, April 1933 – Regie: Gottfried von Einem – Deutschlandradio
- 2007: Marguerite Duras: Die Verzückung der Lol V. Stein – Regie: Andrea Getto – HR
- 2007: Louis-Ferdinand Céline: Reise ans Ende der Nacht – Regie: Ulrich Lampen – BR
- 2010: Eberhard Petschinka/Luana Da Silva: Im Garten des Teufels – Regie: Eberhard Petschinka – NDR
- 2012: Matthias Wittekindt: Die Ziege – Regie: Christine Nagel – NDR
- 2014: Jabbour Douaihy: Morgen des Zorns – Regie: Barbara Liebster – NDR
- 2017: Justin Torres: Wir Tiere – Regie: Elisabeth Maria Weilenmann – NDR
- 2018: Edward Morgan Forster: Die Maschine steht still – Regie: Felix Kubin – NDR
- 2019: Jan Decker: Bestie Angerstein – Regie: Iris Drögekamp – SWR
- 2019: Izzeldin Abuelaish: Ich werde nicht hassen – Regie: Claudia Johanna Leist – WDR
- 2020: Özlem Özgül Dündar: türken, feuer – Regie: Claudia Johanna Leist – WDR
- 2020: Georges Simenon: Die Glocken von Bicetre – Regie: Christine Nagel – NDR
- 2020: John Steinbeck: Jenseits von Eden – Regie: Christiane Ohaus – NDR
- 2021: Hartmut El Kurdi: Clevergirl – Regie: Claudia Johanna Leist – WDR
- 2022: Maurice Blanchot: Aminadab – Regie: Klaus Buhlert – Deutschlandradio

## Auszeichnungen
- 2004: Kurt-Meisel-Preis (Förderpreis)
- 2006: Bayerischer Kunstförderpreis